# Spirulina (protista)
Spirulina es un género de foraminífero bentónico considerado como nomen nudum, homónimo posterior de Spirulina Bory, 1826, y un sinónimo posterior de Spirillina de la familia Spirillinidae, del suborden Spirillinina y del orden Robertinida. Su rango cronoestratigráfico abarcaba el Holoceno.

## Clasificación
Spirulina incluía a las siguientes especies:
- Spirulina cylindracea, aceptado como Spirillina cylindracea
- Spirulina irregularis
- Spirulina vivipara

Otra especie considerada en Spirulina era:
- Spirulina tenella †, de posición genérica incierta